# José Meolans
José Martin Meolans (22 de junho de 1978) é um nadador argentino medalhista pan-americano, em 1999, 2003 e 2007 e campeão mundial em Piscina Curta em 2002.